# 中国国民党革命委员会贵州省委员会
中国国民党革命委员会贵州省委员会，简称民革贵州省委、贵州民革，是中国国民党革命委员会在贵州省的地方组织。